# John George (officier de la Royal Navy)
Pour les articles homonymes, voir John George et George.
John George (mort le 24 mai 1690) était un officier de la Royal Navy ayant servi pendant la guerre de Neuf Ans, et dans le pendant américain de cette guerre, la première guerre inter-coloniale. Pendant son service en Amérique du Nord, George a commandé la frégate HMS Rose. Le 20 janvier 1686, il navigue pour la première fois de Grande-Bretagne dans le Rose, transportant Edmund Randolph. Randolph avait été nommé secrétaire du Dominion de la Nouvelle-Angleterre, une entité formée d'une union des colonies de l'Angleterre dans le nord-est américain . 
Le Rose est stationné près de Boston jusqu'en 1689; il est ancré au large lors de la révolte de Boston en 1689, un soulèvement des puritains du Massachusetts contre le Dominion et son gouverneur, Sir Edmund Andros. Les rebelles, dont la force armée était constituée d'unités de milice puritaine et d'une « foule » de Bostoniens, réussirent à renverser Andros et son conseil. George débarque, en compagnie du chirurgien et maître de Rose, pour enquêter sur les événements; il était confronté au charpentier du navire et à un peloton de miliciens de Boston. Lorsqu'il est informé par les miliciens du fait qu'il allait être arrêté, il demande à voir un mandat d'arrêt, après quoi ces derniers sortirent leurs épées et l'arrêtèrent. Finalement libéré, George s'embarque pour Piscataqua en mai 1690; son affectation survient en réponse aux attaques indiennes contre les colons du nord. Le 19 mai, il navigue vers le nord pour engager un navire de guerre français au large de l'île de Cap de Sable. Les navires se rencontrent le 24 mai et George est tué au cours d'un affrontement de deux heures. 